# اتوزایکی‌لر
اتوزایکی‌لر (به لاتین: Otuzikilər) یک منطقهٔ مسکونی در جمهوری آذربایجان است که در شهرستان بردع واقع شده‌است. اتوزایکی‌لر ۲٬۲۸۰ نفر جمعیت دارد. نام این روستا به معنای سی‌ودوها یا روستای ۳۲ای‌ها است.